# Dobitnici Porina 1994.
Porin je najuglednija diskografska nagrada u Republici Hrvatskoj. Ustanovljen je 6. prosinca 1993. godine od Hrvatske diskografske udruge (HDU), Hrvatske glazbene unije (HGA), Hrvatskog društva skladatelja (HDS) i Hrvatske radiotelevizije (HRT), a redovito se godišnje dodjeljuje od 1994. godine.
Prva dodjela održala se u Kristalnoj dvorani hotela "Kvarner" u Opatiji, a u prijenosu uživo koji je emitiran na HRT-u, dodjeljene su nagrade u 15 kategorija, preostalih 17 su dodjeljene prije početka prijenosa.

## Popis dobitnika
Dobitnici diskografske nagrade Porin u 1994. godini. Porin je dodijeljen u 33 kategorije, a nagradu za životno djelo u kategoriji "Posebna nagrada" dobili su Zagrebački solisti i Anton Marti.

### Kategorija br. 1 - Hit godine
| Skladba        | Izvođač           | Autor                                  |
| -------------- | ----------------- | -------------------------------------- |
| Cesarica       | Oliver Dragojević | Gibonni                                |
| Sunčan dan     | Neno Belan        | Zdravko Bajan i Neno Belan             |
| Tek je 12 sati | E.T.              | Boytronic, Miro Buljan, DáReal i Vanna |

### Kategorija br. 2 - Album godine
| Album            | Izvođač           | Producent                       |
| ---------------- | ----------------- | ------------------------------- |
| Lupi petama,.... | Prljavo kazalište | Prljavo kazalište               |
| Noina arka       | Gibonni           | Tomo Mrduljaš                   |
| Tihi obrt        | Arsen Dedić       | Stipica Kalogjera i Arsen Dedić |

### Kategorija br. 3 - Pjesma godine
| Skladba          | Autor                  |
| ---------------- | ---------------------- |
| Cesarica         | Gibonni                |
| Lupi petama,.... | Jasenko Houra          |
| Zlatne godine    | Zrinko Tutić i Gibonni |

### Kategorija br. 4 - Najbolji novi izvođač
| Izvođač      |
| ------------ |
| Dreletronic  |
| Maja Blagdan |
| Vinko Coce   |

### Kategorija br. 5 - Najbolja ženska vokalna izvedba
| Izvođač        | Skladba         |
| -------------- | --------------- |
| Radojka Šverko | Žena            |
| Zorica Kondža  | Molitva za tebe |
| Maja Blagdan   | Vino i gitare   |

### Kategorija br. 6 - Najbolja muška vokalna izvedba
| Izvođač           | Skladba                      |
| ----------------- | ---------------------------- |
| Oliver Dragojević | Cesarica                     |
| Tony Cetinski     | Nek te zagrli netko sretniji |
| Gibonni           | Noina arka                   |

### Kategorija br. 7 - Najbolja vokalna izvedba dueta ili grupe s vokalom
| Izvođač | Skladba        |
| ------- | -------------- |
| E.T.    | Tek je 12 sati |

### Kategorija br. 8 - Najbolja instrumentalna pop/rock izvedba
| Izvođač               | Izdanje |
| --------------------- | ------- |
| Miroslav Sedak Benčić | Ti i ja |

### Kategorija br. 9 - Najbolji album alternativnog rocka
| Album          | Izvođač     |
| -------------- | ----------- |
| Džinovski      | Hladno pivo |
| Eye for an Eye | Anesthesia  |
| Razdor         | Majke       |

### Kategorija br. 10 - Najbolji jazz album
| Album                 | Izvođač               |
| --------------------- | --------------------- |
| Just Jazz             | Mark Murphy           |
| Miroslav Sedak Benčić | M.S.B.                |
| Razdor                | Majke                 |
| The Swinging Violin   | Csaba Deseo           |
| Welcome to the Club!  | Karlheinz Miklin Trio |

### Kategorija br. 11 - Najbolja instrumentalna jazz izvedba
| Izvođač               | Skladba   |
| --------------------- | --------- |
| Miroslav Sedak Benčić | Blue Lady |

### Kategorija br. 12 - Najbolji album duhovne glazbe
| Album                                  | Izvođač           |
| -------------------------------------- | ----------------- |
| Dobra večer, dobri ljudi               | Branko Blaće      |
| Ivan M. Lukačić – Sacrae Cantiones (1) | razni izvođači    |
| Spiritual to Swings                    | New Swing Quartet |

### Kategorija br. 13 - Najbolji album skladanog folklora
| Album                               | Izvođač        |
| ----------------------------------- | -------------- |
| Festival Dalmatinskih Klapa Omiš 93 | razni izvođači |

### Kategorija br. 14 - Najbolja skladana folklorna pjesma
| Skladba                  | Autor                           | Izvođač                 |
| ------------------------ | ------------------------------- | ----------------------- |
| Svirci moji              | Siniša Leopold i Drago Britvić  | Krunoslav Kićo Slabinac |
| Ti si moja ljubav stara  | Zrinko Tutić i Nenad Ninčević   | Doris Dragović          |
| Uzalud vam trud, svirači | Jasenko Houra i Željko Krznarić | Prljavo kazalište       |

### Kategorija br. 15 - Najbolja album za djecu
| Album          | Izvođač           | Producent      |
| -------------- | ----------------- | -------------- |
| Neobična priča | Klinci s Ribnjaka | Zdravko Štimac |

### Kategorija br. 16 - Najbolji video-clip (spot)
| Videobroj                    | Izvođač     | Redatelji                       |
| ---------------------------- | ----------- | ------------------------------- |
| Tek je 12 sati               | E.T.        | Adonis Ćulibrk i Denis Wohlfart |
| Završit ću kao Howard Hughes | Arsed Dedić | Zoran Pezo                      |
| Zlatne godine                | Gibonni     | Davor Žmegač                    |

### Kategorija br. 17 - Najbolji videoprogram
| Videoprogram    | Izvođač           | Redatelj        |
| --------------- | ----------------- | --------------- |
| Koncert u HNK-u | Prljavo kazalište | Dalibor Sokolić |

### Kategorija br. 18 - Najbolji aranžman
| Aranžer           | Skladba  | Izvođač           |
| ----------------- | -------- | ----------------- |
| Stipica Kalogjera | Cesarica | Oliver Dragojević |

### Kategorija br. 19 - Najbolja snimka albuma (izvan klasične glazbe)
| Ton majstor  | Album     | Izvođač     |
| ------------ | --------- | ----------- |
| Radan Bosner | Tihi obrt | Arsen Dedić |

### Kategorija br. 20 - Producent godine (izvan klasične glazbe)
| Glazbeni producent | Album            | Izvođač           |
| ------------------ | ---------------- | ----------------- |
| Duško Mandić       | Ljubavne priče   | Duško Mandić      |
| Prljavo kazalište  | Lupi petama,.... | Prljavo kazalište |
| Stipica Kalogjera  | Tihi obrt        | Arsen Dedić       |

### Kategorija br. 21 - Najbolja oprema albuma
| Album          | Izvođač            | Autor             |
| -------------- | ------------------ | ----------------- |
| Ljubavne priče | Neki to vole vruče | Ivan Stančić-Piko |

### Kategorija br. 22 - Najbolji komentar/bilješka za album
| Album      | Izvođač        | Autor           |
| ---------- | -------------- | --------------- |
| Zagreb 900 | razni izvođači | Dr. Nikša Gligo |

### Kategorija br. 23 - Najbolja kompilacija
| Album                     | Izvođač       | Autor             |
| ------------------------- | ------------- | ----------------- |
| Ima nešto od srca do srca | Crvena jabuka | Zlatan Arslanagić |
| Miroslav Sedak Benčić     | M.S.B.        | Boris Ciglenečki  |
| Retrospektiva             | Gabi Novak    | Arsen Dedić       |

### Kategorija br. 24 - Album godine (klasična glazba)
| Album                                  | Izvođač        |
| -------------------------------------- | -------------- |
| Frano Parać                            | razni izvođači |
| Ida Gamulin, glasovir                  | Ida Gamulin    |
| Ivan M. Lukačić – Sacrae Cantiones (1) | razni izvođači |

### Kategorija br. 25 - Najbolja skladba (klasična glazba)
| Skladba   | Album       |
| --------- | ----------- |
| Sarabanda | Frano Parać |

### Kategorija br. 26 - Najbolja instrumentalna izvedba (klasična glazba)
| Izvođač           | Skladba            |
| ----------------- | ------------------ |
| Zagrebački solist | Serenada za gudače |

### Kategorija br. 27 - Najbolja snimka albuma klasične glazbe
| Ton majstor   | Album                                  | Izvođač        |
| ------------- | -------------------------------------- | -------------- |
| Mladen Škalec | Ivan M. Lukačić – Sacrae Cantiones (1) | razni izvođači |

### Kategorija br. 28 - Najbolji inozemni album pop/rock glazbe
| Izvođač         | Album                             |
| --------------- | --------------------------------- |
| Whitney Houston | Original Soundtrack The Bodyguard |

### Kategorija br. 29 - Najbolji inozemni album jazz glazbe
| Izvođač                   | Album                              |
| ------------------------- | ---------------------------------- |
| Mile Davis / Quincy Jones | Miles and Quincy Live at Montreaux |

### Kategorija br. 30 - Najbolji inozemni album klasične glazbe
| Izvođač         | Album                                                  |
| --------------- | ------------------------------------------------------ |
| Bernard Haitink | Double concerto, Brahms / Violin concerto, Mendelssohn |

### Kategorija br. 31 - Najbolji inozemni videospot
| Videobroj              | Izvođač         |
| ---------------------- | --------------- |
| I Will Always Love You | Whitney Houston |

### Kategorija br. 32 - Najbolji inozemni videprogram
| Izvođač | Album               |
| ------- | ------------------- |
| Prince  | Diamonds and Pearls |

### Kategorija br. 33 - Posebna nagrada
| Izvođači                         |
| -------------------------------- |
| Zagrebaćki solisti i Anton Marti |

## Vanjske poveznice
- www.porin.org – Dobitnici Porina 1994.
- www.porin.info – Dobitnici Porina 1994.  Arhivirana inačica izvorne stranice od 9. lipnja 2011. (Wayback Machine)
- HGU - Glazbena nagrada Porin 1994.  Arhivirana inačica izvorne stranice od 12. kolovoza 2011. (Wayback Machine)